# 하마사키역
하마사키역(일본어: 浜崎駅)은 일본 후쿠오카현 이토시마시에 위치한 규슈 여객철도 지쿠히 선의 철도역이다. 상대식 승강장 2면 2선의 구조를 갖춘 지상역이다.

## 이용 현황
| 승차 인원 추이 | 승차 인원 추이 |
| 연도           | 1일 평균       |
| -------------- | -------------- |
| 2000           | 726            |
| 2001           | 702            |
| 2002           | 639            |
| 2003           | 631            |
| 2004           | 603            |
| 2005           | 628            |
| 2006           | 637            |
| 2007           | 601            |
| 2008           | 590            |
| 2009           | 570            |
| 2010           | 579            |
| 2011           | 557            |

## 역 주변
- 가라쓰 시청 하마타마 지소

## 역사
- 1923년 12월 5일 : 기타큐슈 철도의 역으로서 개업.
- 1937년 10월 1일 : 기타큐슈 철도가 국유화되어, 일본 철도성의 역이 된다.
- 1987년 4월 1일 : 일본국유철도 분할 민영화에 의해, 규슈 여객철도가 승계.
- 2010년 3월 13일 : IC카드 SUGOCA의 사용을 개시.

## 인접 역
| 큐슈여객철도 지쿠히 선       | 큐슈여객철도 지쿠히 선 | 큐슈여객철도 지쿠히 선     |
| ---------------------------- | ---------------------- | -------------------------- |
| 지쿠젠후카에 메이노하마 방면 | ■ 쾌속                 | 히가시카라쓰 가라쓰 방면   |
| 시카카 메이노하마 방면       | ■ 보통                 | 니지노마쓰바라 가라쓰 방면 |